# Мирослав Човило
Мирослав Човило (Мостар, 6. мај 1986) бивши је српски фудбалер који је играо на позицији везног играча.

## Биографија
Са 6 година избјегао је из Мостара у Невесиње гдје је направио прве фудбалске кораке у локалном Вележу. Након одласка на даље школовање наступао је за нижелигашко Јединство из Старе Пазове одакле је отишао у Нови Сад. Након неколико успјешних сезона одлази на позајмицу у Инђију, а одатле се сели у Спартак из Суботице. На почетку сезоне 2011/12 отишао је у ФК Хајдук Кула, одакле је након завршетка сезоне прешао у словеначки ФК Копар. У сезони 2013/14. у којој је екипа завршила на другом мјесту у Првој лиги, уврштен је у најбољих 11 играча првенства. На почетку сезоне 2014/15. прешао је у пољску екипу Краковија из Кракова.